# Bouvetův ostrov
Bouvetův ostrov (norsky Bouvetøya) je malý odlehlý neobydlený sub-antarktický vulkanický ostrov v jižní části Atlantského oceánu, blízko hranice Jižního oceánu. Leží zhruba 2500 km jihojihozápadně od mysu Dobré naděje v Jihoafrické republice, 2000 km východně od Jižních Sandwichových ostrovů a 1700 km severně od Antarktidy. Ostrov je norské teritorium.

## Historie

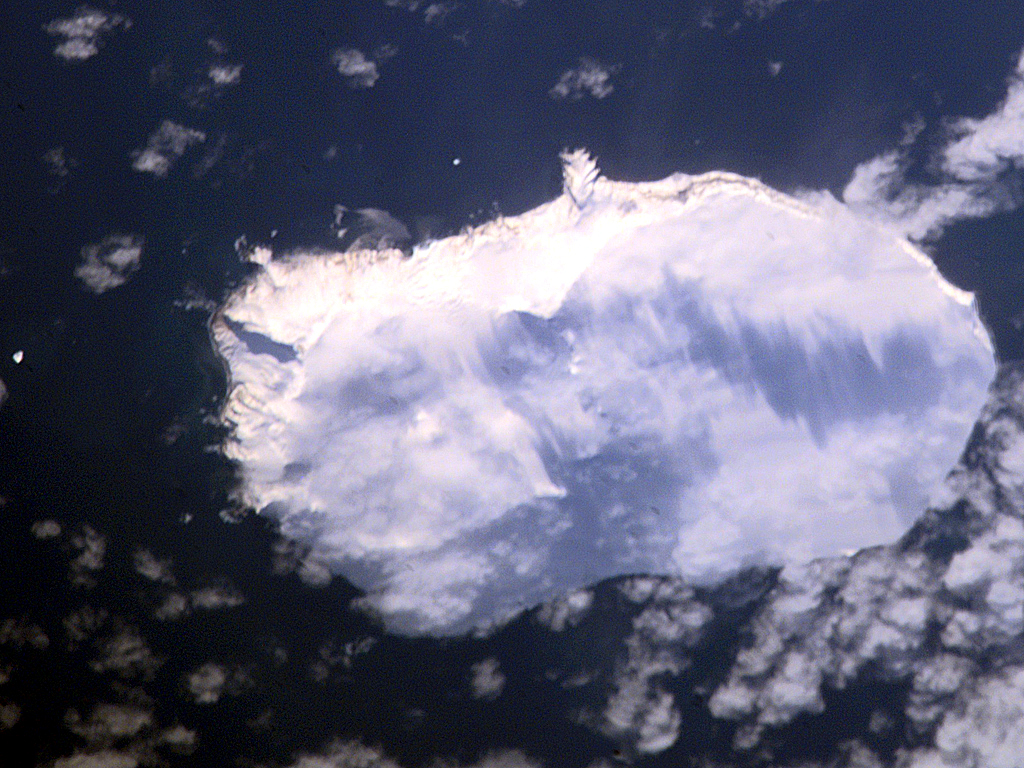
Bouvetův ostrov na satelitním snímku

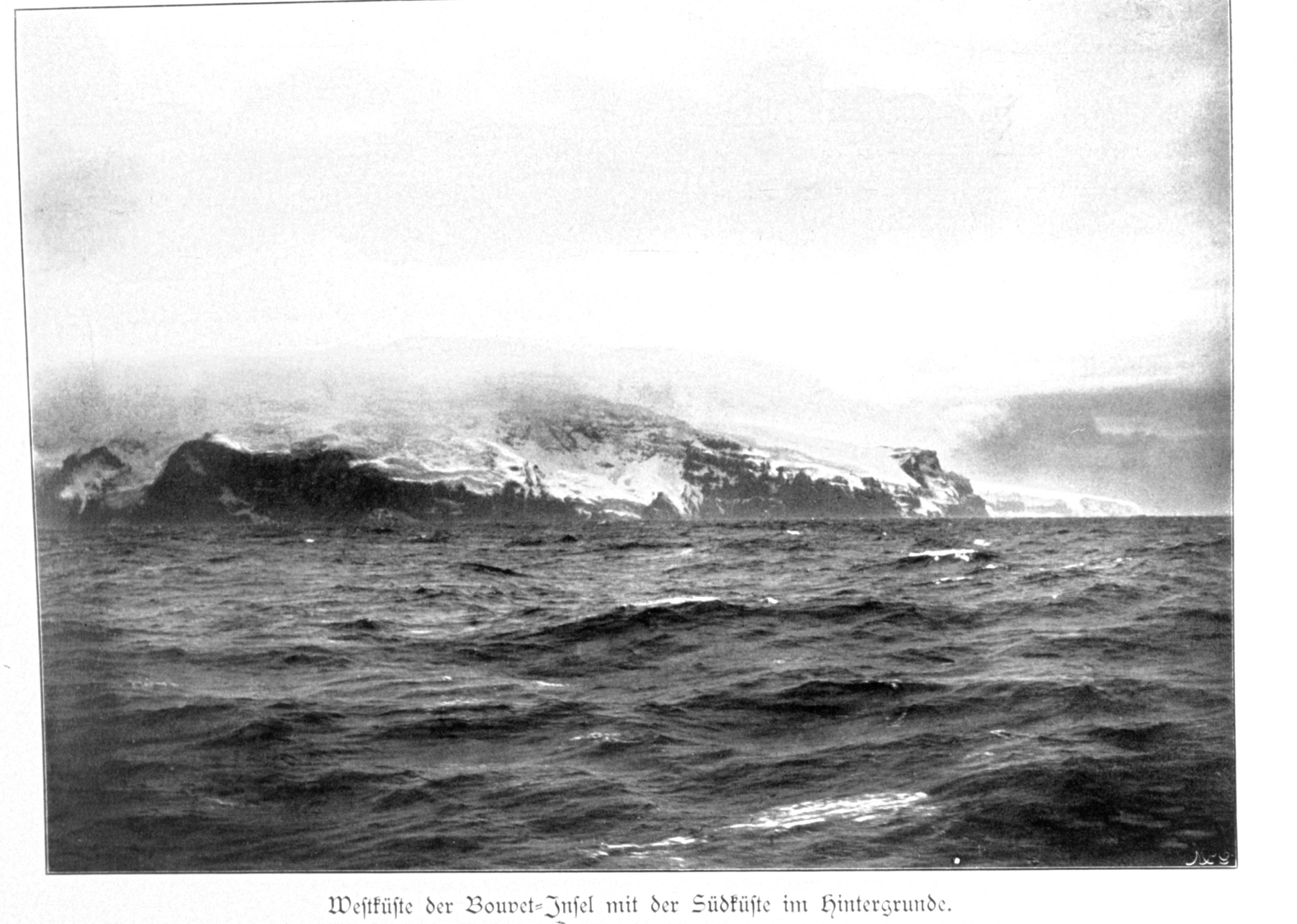
Pobřeží Bouvetova ostrova na snímku z roku 1898

Bouvetův ostrov objevil 1. ledna 1739 kapitán Jean-Baptiste Charles Bouvet de Lozier, který zde velel dvěma francouzským lodím (Aige a Marie). Pozici ostrova se mu nepovedlo přesně určit. Bouvet nazval objevené pobřeží „mysem Obřízky“ (Cap de la Circoncision) podle svátku Obřezání Páně, který připadal na ten den. Protože bylo špatné počasí, nedokázal ho obeplout, aby určil, zda jde o ostrov nebo o větší pevninu. Koncem roku 1772 se tento mys vydal prozkoumat James Cook, ale pro chybný zákres polohy ho nenašel.
Až v roce 1808 se k ostrovu dostal kapitán velrybářské lodi Swan James Lindsay. Loď patřila společnosti Enderby Company. Lindsay sice na ostrově rovněž nepřistál, ale již správně zaměřil jeho pozici.
První se na ostrov úspěšně dostal v prosinci 1811 kapitán velrybářské lodi Wasp, Benjamin Morrell, který zde se svou posádkou lovil tuleně. 10. prosince 1825 kapitán Norris, vůdce velrybářských lodí Sprightly a Lively, vlastněných opět společností Enderby Company, přistál na ostrově a pojmenoval jej Liverpool island, ostrov pak prohlásil za území patřící Britské koruně.
V roce 1898 byla u ostrova německá expedice Valdivia Carla Chuna, ale na ostrově nepřistála. S postupným poklesem rybářských aktivit v Jižním ledovém oceánu v 2. polovině 19. století, zůstal ostrov vzhledem ke své odlehlosti, nepříznivému klimatu, zanedbatelnému přírodnímu bohatství a mizivé geopolitické významnosti neobydlen a na drobné výjimky dlouhá léta nenavštěvován.
První delší pobyt na ostrově uskutečnila v roce 1927 norská posádka výzkumné lodi Norvegia kapitána Haralda Horntvedta. Zůstala zde měsíc a díky tomu mohlo vznést nárok na tento ostrov Norsko, které ho pojmenovalo Bouvetøya (tj. norsky „Bouvetův ostrov“). Dekret norského krále Haakona VII. z 23. ledna 1928 prohlašuje Bouvetův ostrov za norské teritorium. Spojené království se vzdalo svých nároků ve prospěch Norska v listopadu 1929.
2. dubna 1964 zde expedice Jihoafrické republiky objevila nepojmenovaný, opuštěný asi šest metrů dlouhý člun s několika věcmi, ale žádný pasažér lodi ani jeho ostatky nalezeny nebyly. V roce 1971 byl Bouvetův ostrov a jeho teritoriální vody prohlášeny za přírodní rezervaci. Ostrov zůstává neobydlen. Roku 1977 zde norští vědci umístili automatickou meteorologickou stanici, přičemž stanice byla po dva měsíce na přelomu let 1978 a 79 obydlená.
Dne 22. září 1979 americká družice Vela zaznamenala velký záblesk (je přisuzován podle intenzity výbuchu menší jaderné bombě nebo dopadu velkého meteoru) v pásu jižního Indického oceánu mezi Bouvetovým ostrovem a ostrovy prince Edvarda.
Vstup na ostrov musí být povolen jak Antarktickým národním programem Jihoafrické republiky (South African National Antarctic Program), tak Norským polárním institutem. Před několika lety vznikl projekt Most Traveled People (Nejzcestovalejší lidé) se seznamem míst, jejichž navštívením získávají tam registrovaní cestovatelé body, jež přispívají k jejich kreditu. Bouvetův ostrov patří mezi elitní položky tohoto seznamu. Američan Charles Veley, „nejzcestovalejší člověk světa“, zde provedl přistání v roce 2003. Na konci února 2012 byla na ostrov vypravena mezinárodní expedice s cílem ostrov podrobněji zmapovat, stanout na Olavtoppenu a uložit do ledovce padesátiletou časovou kapsuli.
Bouvetův ostrov se nachází na rozhraní tektonických desek a bylo zaznamenáno několik velkých zemětřesení s epicentry poblíž ostrova, z posledních např. 23. února 2006 s hodnotou 6,2 stupně Richterovy stupnice, 15. dubna 2014 s hodnotou 6,9 či 10. října 2017 s hodnotou 6,7 stupně. Zemětřesení poničila menší sklad, jež na ostrově Norové zřídili v roce 1987, a novější z roku 2014.
Poprvé byl ostrov fotografován z moře v roce 1898, ze vzduchu norskou expedicí v roce 1928, v roce 1985, za výjimečně vyjasněné oblohy byl poprvé ze vzduchu vyfotografován celý; poslední letecké fotografické materiály jsou z roku 2008.

## Symboly
Bouvetův ostrov, norské závislé území, užívá pouze norské symboly.

## Geografie
Bouvetův ostrov se nachází na 54°26′ jižní šířky 3°24′ východní délky, jeho rozloha je 49 km², 93 % jeho povrchu tvoří ledovce, které pokrývají jižní a východní pobřeží. Ostrov je s výjimkou jednoho místa na severozápadní straně velmi těžko přístupný, nemá žádný přístav, dá se pouze zakotvit při pobřeží. Mohutné ledovce padají z útesů přímo do moře nebo na pláže tvořené tmavým vulkanickým pískem. Pobřeží v délce 29,6 km je často obklopeno ledovými krami. Nejvyšší bod ostrova se jmenuje Olavtoppen, vrchol ční 780 metrů nad mořem. Severozápadní strana ostrova má jediné místo s mírným svahem přístupným z moře, asi 350×150 metrů, které zřejmě vzniklo sopečnou aktivitou nebo (méně pravděpodobně) sesuvem půdy/horniny a to mezi lety 1955 a 1958. Lávový šelf na západě ostrova (nazvaný Nyrøysa, norsky „nový pahorek“), zde umožňuje hnízdit ptákům. Mezi ledovcem jej odděluje těžko přístupný pás kamenů. Horninou je vulkanický čedič.
Klima je oceánské, vzhledem k zeměpisné šířce chladné – i letní průměrné teploty jsou jen několik stupňů nad nulou. Většinu roku převažuje zatažená obloha, časté jsou bouře a vysoké srážky.
Ostrov má čtyři pojmenované mysy – Meteor (na východě), Valdivia (na severu), Circoncision (na severozápadě, prvně spatřená část ostrova) a Norvegiaoden (na západě). Jihozápadně od Bouvetova ostrova se z moře vypíná Larsøya („Larsův ostrov“) – ostrůvek či spíše skála jen několik set metrů veliká.
Bouvetův ostrov je považován za jeden z nejodlehlejších ostrovů světa. Nejbližší další pevnina je až Země královny Maud (součást Antarktidy), která je vzdálena asi 1700 kilometrů jižně a je také neobydlená.

## Fauna a flora
Ledovcová část ostrova je (snad s výjimkou mikroorganismů) bez života. Na zbylých 7 % nepokrytých ledem a sněhem je flora omezena na několik druhů trav, mechů a lišejníků, na pobřeží mořských řas a minimálně jeden druh houby. Nerušena lidskou aktivitou, zejména západní část ostrova obývá řada druhů mořských ptáků typická pro tuto zeměpisnou šířku, mimo jiné rackové, albatrosi a v největším počtu tučňáci (žlutorozí a uzdičkoví). Krom tučňáků lze na pobřeží spatřit i tuleně a rypouše sloní. V okolních vodách, bohatých na plankton, lze pozorovat keporkaky.